# Phaeostigma hoelzeli
Phaeostigma hoelzeli är en halssländeart som först beskrevs av H. Aspöck och U. Aspöck 1964.  Phaeostigma hoelzeli ingår i släktet Phaeostigma och familjen ormhalssländor. Inga underarter finns listade i Catalogue of Life.